# Elmer le remue-méninges
Pour les articles homonymes, voir Brain Damage.
Pour plus de détails, voir Fiche technique et Distribution.
Elmer le remue-méninges (Brain Damage) est un film d'horreur américain réalisé par Frank Henenlotter, sorti en 1988.

## Synopsis
Brian mène une existence sans histoire jusqu'au jour où il fait la connaissance de Elmer, une mystérieuse créature qui a la capacité d'injecter dans le cerveau une drogue puissante, dont, très vite, on ne peut plus se passer. Jeune et influençable, Brian devient totalement dépendant d'Elmer. Mais il y a un prix à payer : pour vivre, la créature a besoin de dévorer des cerveaux humains, et Brian devra lui fournir ses futures victimes. Impossible de refuser : la créature cesserait alors ses injections, et nul ne peut supporter les terribles crises de manque occasionnées par l'absence de la drogue d'Elmer...

## Fiche technique
- Titre : Elmer le remue-méninges
- Titre original : Brain Damage
- Réalisation : Frank Henenlotter
- Scénario : Frank Henenlotter
- Musique : Clutch Reiser et Gus Russo
- Photographie : Bruce Torbet
- Montage : Frank Henenlotter et James Y. Kwei
- Direction artistique : Ivy Rosovsky
- Caméraman : Jim Muro
- Production :
  - Producteur : Edgar Ievins
  - Producteur associé : Ray Sundlin
  - Producteurs délégués : Andre Blay (en) et Al Eicher
- Sociétés de distribution : Metropolitan Filmexport (France) ; Palisades Entertainment Group (États-Unis)
- Pays d'origine :  États-Unis
- Langue : anglais
- Format : Couleurs - Mono
- Genre : Horreur
- Durée : 84 minutes
- Date de sortie :
  - France : janvier 1988 (Festival du Film Fantastique d'Avoriaz) ; 25 mai 1988
  - États-Unis : 15 avril 1988 (New York)
- Classification :
  - France : interdit aux moins de 16 ans lors de sa sortie

## Distribution
- Rick Hearst : Brian (VF : Edgar Givry)
- Gordon McDonald : Mike
- Jennifer Lowry : Barbara
- Theo Barnes : Morris
- Lucille Saint-Peter : Martha
- John Zacherle : Elmer (voix, non-crédité)

## Récompense
- Sélectionné au Festival du Film Fantastique d'Avoriaz 1988 dans la section peur.

## Autour du film
- L'un des membres de l'équipe des effets spéciaux n'est autre que le français Benoît Lestang, qui a également travaillé sur de nombreux films comme Martyrs, Le pacte des loups ou La cité des enfants perdus.
- Vers 1h07, dans le métro, un homme tenant dans ses bras un panier fermé par un cadenas s'assied en face de Brian. Il s'agit de Duane Bradley, un personnage d'un autre film de Frank Henenlotter, Frère de sang.

## Article annexe
- Psychotrope au cinéma et à la télévision